# Paralichthys squamilentus
Paralichthys squamilentus är en fiskart som beskrevs av Jordan och Gilbert 1882. Paralichthys squamilentus ingår i släktet Paralichthys och familjen Paralichthyidae. Inga underarter finns listade i Catalogue of Life.